# Triacanthella vogeli
Triacanthella vogeli är en urinsektsart som beskrevs av Wanda M. Weiner och Judith Najt 1997. Triacanthella vogeli ingår i släktet Triacanthella och familjen Hypogastruridae. Inga underarter finns listade i Catalogue of Life.